# Unser Tsait
Unser Tsait (jiddisch אונזער צײט; deutsch Unsere Zeit) war eine jiddische Monatszeitschrift der Bundisten in Polen. Sie erschien in den 1920er Jahren in Warschau und war das theoretische Organ der Partei, in der ihre führenden Persönlichkeiten wie Viktor Alter und Henrik Erhlikh die theoretische Zielsetzung festlegten.
Unter dem gleichen Titel wird heute in den USA eine jiddische Zeitschrift von russisch-jüdischen Emigranten herausgegeben. Seit längerem fungiert „Unser Tsait“ auch als Verlag (Ferlag Unser Tsait).
Die Schriftenreihe dient vor allem als Sprachrohr der Bundisten; die erste Nummer erschien im Februar 1941 und definierte sich als das Organ der Jüdischen Sozialistischen Arbeiter-Partei von Polen im Exil.
Damals war seine Hauptaufgabe, die Verbrechen der Nazis gegen das jüdische Volk vor die Weltöffentlichkeit zu bringen und für eventuelle Hilfe zu sorgen. Anlass war unter anderem der Suizid des mit knapper Not nach London entkommenen Bundisten Arthur Ziegelboim, der sich aus Verzweiflung über die „Passivität der Welt“ das Leben nahm. Sein Abschiedsbrief wurde in „Unser Tsait“ abgedruckt, worin es unter anderem hieß:

„… Ich wünsche, daß die Handvoll polnischer Juden, die von der ursprünglich mehrere Millionen zählenden Bevölkerung übriggeblieben sind, den Tag der Befreiung einer neuen Welt der Freiheit und die Gerechtigkeit des wahren Sozialismus erleben möge.“

Auch andere politischen Verfolgungen waren Thema der ersten Jahre, unter anderem die Schicksale einiger Sozialisten bei ihrer Kooperation mit der Sowjetunion wie Viktor Adler oder Henryk Erlik. Unter den Theoretikern der Politikwissenschaft kamen unter anderem die Ansätze von Vladimir Medem (1879–1923) zur Sprache, dem ersten Führer und wichtigsten Ideologen der Bundisten.
Heute ist die Zeitschrift auch ein Medium zur Förderung von Minderheitenrechten und der jiddischen Kultur, soweit sie trotz Stalins „Stalinsche Säuberungen“ in Osteuropa beziehungsweise durch die Emigranten überlebt hat.